# Prusikov vozel
Prúsikov vôzel je drsni vozel, ki se uporablja v plezalstvu, soteskanju, alpinizmu, jamarstvu, reševanju po vrvi in arboristiki. Vozel se imenuje po avstrijskem alpinistu Karlu Prusiku.

## Prednosti in slabosti
Prusikov vozel se uporablja predvsem v nujnih primerih, saj je lažji od ostalih. Drži na dveh vrveh in omogoča močno navezavo, ki ne poškoduje vrvi. Dobro drži obremenitev v obeh smereh. Njegova slabost je, da ne drži obremenitve na zmrznjenih mokrih vrveh in da ga je včasih težko odvezati.

## Izdelava
Prusikov vozel se izdela z večkratnim (navadno trikratnim do petkratnim) zavitjem pomožne vrvice (prusika) okrog vrvi, nato pa nazaj skozi vozel, s čimer se okrog vrvi oblikuje sodček z repom, ki visi iz sredine. Pri obremenitvi repa se zavoji zategnejo in v vrvi napravijo upogib. Po razbremenitvi se lahko zanka pomakne vzdolž vrvi s potiskom sodčka. Po obremenitvi je prusikov vozel včasih težko popustiti, najhitreje se to stori s potiskom loka, zanke vrvi, ki poteka od vrhnjega zavoja čez vozel do spodnjega zavoja, malo vzdolž repa. S tem se zavoj razrahlja in oprijem popusti, kar olajša gibanje.
- 1. korak
- 2. korak
- 3. korak
- 4. korak
- Zategnjen vozel pri obremenitvi
- Brez obremenitve vozel zlahka drsi.
- Različica prusikovega vozla z dodatnim trenjem